# The Lie (film 1914 Wilson)
The Lie è un cortometraggio muto del 1914 diretto da Frank Wilson.

## Trama
Un medico geloso muore dopo aver annunciato al suo rivale che anche lui è destinato a morire.

## Produzione
Il film fu prodotto dalla Hepworth.

## Distribuzione
Distribuito dalla Hepworth, il film - un cortometraggio in una bobina - uscì nelle sale cinematografiche britanniche nel dicembre 1914.
Fu distrutto nel 1924 dallo stesso produttore, Cecil M. Hepworth. Fallito, in gravissime difficoltà finanziarie, Hepworth pensò in questo modo di poter almeno recuperare il nitrato d'argento della pellicola.